# 5447 Lallement
5447 Lallement è un asteroide della fascia principale. Scoperto nel 1991, presenta un'orbita caratterizzata da un semiasse maggiore pari a 2,9706197 UA e da un'eccentricità di 0,0884735, inclinata di 9,80571° rispetto all'eclittica. È dedicato a Rosine Lallement, ricercatrice francese.